# 刘源哲
刘源哲（韓語：유원철，1984年7月20日—），韩国男子竞技体操运动员。他曾代表韩国获得2008年夏季奥运会体操比赛男子双杠银牌。他也参加了2016年夏季奥运会。